# 우수
| 24절기 - 입춘 - 우수 - 경칩 - 춘분 - 청명 - 곡우 - 입하 - 소만 - 망종 - 하지 - 소서 - 대서 - 입추 - 처서 - 백로 - 추분 - 한로 - 상강 - 입동 - 소설 - 대설 - 동지 - 소한 - 대한 ← ↓ → ↑ | 24절기 - 입춘 - 우수 - 경칩 - 춘분 - 청명 - 곡우 - 입하 - 소만 - 망종 - 하지 - 소서 - 대서 - 입추 - 처서 - 백로 - 추분 - 한로 - 상강 - 입동 - 소설 - 대설 - 동지 - 소한 - 대한 ← ↓ → ↑ | 24절기 - 입춘 - 우수 - 경칩 - 춘분 - 청명 - 곡우 - 입하 - 소만 - 망종 - 하지 - 소서 - 대서 - 입추 - 처서 - 백로 - 추분 - 한로 - 상강 - 입동 - 소설 - 대설 - 동지 - 소한 - 대한 ← ↓ → ↑ |
| 황경 | 절기 | 양력 |
| --- | --- | --- |
| 봄 | | |
| 315° | 입춘 | 2/3~5 |
| 330° | 우수 | 2/18~19 |
| 345° | 경칩 | 3/5~6 |
| 0° | 춘분 | 3/20~21 |
| 15° | 청명 | 4/4~5 |
| 30° | 곡우 | 4/20~21 |
| 여름 | | |
| 45° | 입하 | 5/5~6 |
| 60° | 소만 | 5/21~22 |
| 75° | 망종 | 6/5~6 |
| 90° | 하지 | 6/21~22 |
| 105° | 소서 | 7/7~8 |
| 120° | 대서 | 7/22~23 |
| 가을 | | |
| 135° | 입추 | 8/7~8 |
| 150° | 처서 | 8/22~24 |
| 165° | 백로 | 9/7~8 |
| 180° | 추분 | 9/22~23 |
| 195° | 한로 | 10/8~9 |
| 210° | 상강 | 10/23~24 |
| 겨울 | | |
| 225° | 입동 | 11/7~8 |
| 240° | 소설 | 11/22~23 |
| 255° | 대설 | 12/7~8 |
| 270° | 동지 | 12/21~22 |
| 285° | 소한 | 1/5~6 |
| 300° | 대한 | 1/19~21 |

우수(雨水)는 대한민국의 24절기 중 하나이다.

## 기후
- 날씨가 거의 풀리고 봄바람이 불기 시작하고 새싹이 날 때이다.
- 우수가 지난 뒤 5일은 수달이 물고기로 수신(물을 맡아 다스리는 신)에게 제사를 지낸다고 하여 '달제어' 또는 '달착저'라고 불렀다. 이 절기에 기러기들이 북으로 가며, 초목에 싹이 튼다.

## 풍속
- 옛날부터 "우수 경칩이 되면 대동강 물도 풀린다"는 말이 있다.

## 칠정산
| 입춘은 1월의 절기이고 우수는 중기이다. 동풍이 불어서 언 땅이 녹고 땅 속에서 잠자던 벌레들이 움직이기 시작하면 물고기가 얼음 밑을 돌아다닌다. 기러기가 북으로 날아가며, 초목에서 싹이 튼다. 경칩은 2월의 절기이고, 춘분은 중기이다. 복숭아꽃이 피기 시작하고, 꾀꼬리가 울며, 제비가 날아온다. 청명은 3월의 절기이고, 곡우는 중기이다. 오동(梧桐)이 꽃피고 산비둘기가 깃을 털고, 뻐꾸기가 뽕나무에 내려앉는다. 입하는 4월의 절기이고, 소만은 중기이다. 청개구리가 울고 지렁이가 나오며, 씀바귀가 뻗어오르며, 냉이가 죽고 보리가 익는다. 망종은 5월의 절기이고, 하지는 중기이다. 왜가리가 울기 시작하며, 사슴의 뿔이 떨어진다. 매미가 울기 시작한다. 소서는 6월의 절기이고, 대서는 중기이다. 더운 바람이 불고 귀뚜라미가 벽에 다니며, 매가 사나워지고, 썩은 풀이 화하여 반딧불이가 된다. 흙이 습하고 더워지며, 때로 큰 비가 내린다. 입추는 7월의 절기이고, 처서는 중기이다. 서늘한 바람이 불고 이슬이 내리며, 쓰르라미가 울고 매가 새를 많이 잡는다. 벼가 익는다. 백로는 8월의 절기이고, 추분은 중기이다. 기러기가 날아오고, 제비가 돌아가며, 뭇새들이 먹이를 저장한다. 물이 마르기 시작한다. 한로는 9월의 절기이고, 상강은 중기이다. 국화가 노랗게 피고, 초목이 누렇게 낙엽지고, 땅 속에서 잠을 자는 벌레들이 땅 속으로 들어간다. 입동은 10월의 절기이고, 소설은 중기이다. 물이 얼기 시작하고 땅이 얼기 시작하며, 겨울이 된다. 대설은 11월의 절기이고, 동지는 중기이다. 범이 교미를 시작하며, 고라니의 뿔이 떨어지고 샘물이 언다. 소한은 12월의 절기이고, 대한은 중기이다. 기러기가 북으로 돌아가고, 까치가 깃을 치기 시작하며, 닭이 알을 품는다. 나는 새가 높고 빠르며, 물과 못이 두껍고 단단하게 언다. |
| 《칠정산내편(七政算內篇)》 |

## 기타
- 천문학적으로는 춘분, 하지, 추분, 동지 등 4개만 큰 의미가 있을 뿐, 나머지 20개는 특별한 명칭과 의미가 없다. 더 정확하게 말하면, 천문학에서는 춘분점, 하지점, 추분점, 동지점 등 4개만 있고, 나머지 20개에 대응하는 명칭이나 용어가 없다.[2]
- 또한, 춘분, 하지, 추분, 동지 등 4개는 기상현상이 아니라 천문현상으로서, 이들 4개는 기후변화와 관계없다.[3]
- 지구에서 봤을 때, 태양의 궤적은 북회귀선과 남회귀선 사이를 왔다갔다 한다. 태양이 춘분점이나 추분점에 있을 때 적도(0°)에 있으며, 하지점에 있을 때 북회귀선(북위 23.5°)에 도달하며, 동지점에 있을 때 남회귀선(남위 23.5°)에 도달한다. 태양이 남위 약 11.7°, 즉 남회귀선과 적도의 가운데에 있을 때는 입춘, 입동이 아니라, 우수, 상강이다. (한국천문연구원 천문우주지식정보 - 생활천문관 - 태양고도/방위각계산 참고)[4]
- 참고로, 이는 낮의 길이, 즉 하루 24시간, 1,440분 중에 낮이 차지하는 비율과도 같다. 한국천문연구원 천문우주지식정보 - 생활천문관 - 일출일몰시각계산을 통해, 낮의 길이, 즉 하루 24시간, 1,440분 중에 낮이 차지하는 비율을 계산하면, 대한민국 서울(북위 37.5°)을 기준으로, 춘분은 약 50% 이고, 하지는 약 60%, 추분은 약 50%, 동지는 약 40%이다.[5] 그리고  이들의 중간인 약 45% 일 때는 입춘, 입동이 아니라, 우수, 상강이다. 입춘, 입동은 약 43%이다. (입춘, 입하, 입추, 입동이, 우수, 곡우, 처서, 상강보다 ±2%p 정도 차이가 나는 것인데, 이는 결국 ±28.8분 정도 차이가 나는 것이다.) (24절기, 적위 참고)

## 같이 보기
- 적경 (24절기에 따른 태양의 적경 참고)
  - 춘분, 하지, 추분, 동지 등 4개만 태양의 적경과 황경이 일치하고, 나머지 20개는 일치하지 않음.
- 적위 (24절기에 따른 태양의 적위, 태양의 위치, 낮의 길이 (일출~일몰), 낮의 비율 참고)
  - 춘분 (또는 춘분점) (태양의 적위 0°, 태양의 위치 적도, 하루 24시간 중 낮이 차지하는 비율 약 50%)
  - 하지 (또는 하지점) (태양의 적위 +23.4°, 태양의 위치 북회귀선, 하루 24시간 중 낮이 차지하는 비율 약 60%)
  - 추분 (또는 추분점) (태양의 적위 0°, 태양의 위치 적도, 하루 24시간 중 낮이 차지하는 비율 약 50%)
  - 동지 (또는 동지점) (태양의 적위 -23.4°, 태양의 위치 남회귀선, 하루 24시간 중 낮이 차지하는 비율 약 40%)

## 참고 문헌 및 링크
- 정인지, 《고려사》 권 제20, 조선초
- 칠정산 내편(七政算內篇)》조선 세종 26년(1444년)-글로벌세계대백과사전2
- 한국천문연구원 천문우주지식정보 → 생활천문관 → 월별 천문현상 에서는 춘분, 하지, 추분, 동지 등 4개만 절입시각이 표기돼 있고, 나머지 20개의 절입시각은 표기돼 있지 않다. (이는 한국천문연구원에서 매년 11월쯤에 발행하는 역서, 천문력(벽걸이용, 탁상용)을 통해서도 확인할 수 있다. 그리고 역서, 천문력(벽걸이용, 탁상용)은 구매하여 이용할 수 있다. (무료 아님)) 단, 한국천문연구원 천문우주지식정보 → 생활천문관 → 달력자료(월력요항) → 달력자료 에서는 나머지 20개의 절입시각도 확인할 수 있다.
- 이 문서에는 다음커뮤니케이션(현 카카오)에서 GFDL 또는 CC-SA 라이선스로 배포한 글로벌 세계대백과사전의 내용을 기초로 작성된 글이 포함되어 있습니다.